# Institución Milá y Fontanals de investigación en Humanidades
La Institución Milá y Fontanals de investigación en Humanidades, anteriormente denominada simplemente como Institución Milá y Fontanals (IMF), es una institución de investigación en Humanidades, dependiente del Consejo Superior de Investigaciones Científicas (CSIC), creada el 1968 en Barcelona.
La IMF está ubicada en un edificio en el barrio del Raval de Barcelona, concretamente en la calle Egipcíaques núm. 15, donde se encuentra también la Delegación del CSIC en Cataluña.

## Historia
La IMF, que debe su nombre al historiador y filólogo Manuel Milà i Fontanals (1818-1884), impulsor de estudios de literatura castellana, catalana y provenzal medieval y de literatura popular, fue creada en 1968 a partir de la agrupación o fusión en un solo instituto o estructura administrativa de catorce departamentos y secciones del CSIC en Barcelona dedicados a la investigación en Humanidades, como el antiguo Instituto Español de Musicología, el Centro de Etnología Peninsular, la Escuela de Estudios Hebraicos y Oriente Próximo, el Instituto Español de Arqueología y de Prehistoria, la Escuela de Estudios Medievales y la Escuela de Filología de Barcelona, entre otros. Estos centros venían a ser como apéndices de otros centros paralelos del CSIC en Madrid. Desde aquel momento, la IMF contribuye a la generación de conocimiento histórico, cultural y social sobre sus áreas de estudio, con especial atención a la dimensión internacional y el establecimiento de numerosos convenios de colaboración con otros centros de investigación afines.
Progresivamente, la IMF se desarrolló como un centro de investigación formado por grupos y diferentes líneas de investigación. Así, en 1980, aquellos primeros catorce centros y secciones reconvertidos en tres Institutos: Musicología, Filología y Geografía, y Etnología e Historia. Esta estructura con diferentes modificaciones y variaciones se mantendrá hasta 1984, cuando llegará un nuevo equipo de gobierno. Este cambio implicará la marcha de los profesores de universidad que hasta entonces habían convivido dentro de la estructura de la IMF. A partir de entonces la IMF se convierte en una institución de investigación independiente con su propio equipo de investigadores, independiente de las universidades y financiado por el Estado. En 1994, cuando se aprueba una nueva estructura administrativa, que reduce sus departamentos. Finalmente, en 2003 la institución acaba estructurándose en dos "Arqueología y Antropología" y "Ciencias Históricas: Estudios Medievales, Historia de la Ciencia, Musicología".
Con la llegada del nuevo milenio y la progresiva importancia de las humanidades digitales, la IMF emprende nuevos proyectos digitales a partir de antiguos fondos de documentación, que ahora son tratados a través de bases de datos que permiten extraer nuevos datos y, sobre todo, nuevas interpretaciones. Así, el Corpus Documentale Latinum Cataloniae (CODOLCAT), una base de datos léxica del latín medieval escrito en los territorios del dominio lingüístico del catalán, desarrollada por la IMF, con la colaboración de la Universidad de Barcelona. Se trata del portal de consulta del Glossarium Mediae Latinitatis Cataloniae presentado públicamente en 2012. O el Fondo de Música Tradicional, una colección de patrimonio musical que contiene más de 20.000 melodías en papel recogidas por toda España entre 1944 y 1960, la mayoría de las cuales se recopiló a través de las 65 "Misiones folclóricas" y 62 cuadernos presentados a concursos organizados por el antiguo Instituto Español de Musicología del CSIC, en los que participaron 47 recopiladores. Ahora, estas dos bases de datos permiten trabajar con antigua documentación almacenada en la IMF desde años atrás, y conseguir nuevos y más completos resultados de investigación desde las Humanidades Digitales.

## Publicaciones
Desde la IMF se editan o dirigen diversas publicaciones científicas, como el Anuario de Estudios Medievales y sus Anejos, el Anuario musical, los Monumentos de la Música Española, el proyecto Arnaldi de Vilanova, Opera Médica Omnia (AVOMO), los Trabajos de Etnoarqueología, el Repertorio de Medievalismo Hispánico, o la sección española del Répertoire International des Sources Musicales (RISM). [2]

## Biblioteca y Unidad de Documentación
La IMF cuenta con una Biblioteca, de acceso libre, especializada en Humanidades, compuesta por 76.000 obras monográficas y 2.500 publicaciones periódicas y una Unidad de Documentación y Gestión de Publicaciones, donde además de la gestión de algunas de las publicaciones de la Institución, se ocupa también del Fondo Tomás Carreras Artau, el cual incluye el Archivo de Etnografía y Folklore de Cataluña (AEFC).

## Dirección
El primer director de la IMF, que ejercería como delegado del CSIC en Barcelona, fue Josep Vives y Gatell. Le seguirían en el cargo, hasta 1985, los Dres. Mariano Bassols de Climent, Emilio Sáez Sánchez (1974-1979) y Joan Vernet (1980-1985). A partir de 1985 los directores de la IMF han sido, primero la Dra. Maria Teresa Ferrer i Mallol (1985-1994) y, posteriormente, los Dres. Jaume Josa Llorca (1994-1998) y Luís Calvo Calvo, que ejerce como tal desde el año 1998.